# Kępa Niemojewska (wieś)
Kępa Niemojewska – wieś sołecka w Polsce położona w województwie mazowieckim, w powiecie kozienickim, w gminie Grabów nad Pilicą.
Jest słynna z kąpielisk na rzece Pilicy. Współczesna wieś zlokalizowana wśród lasów i nad Pilicą, pełni funkcję miejscowości wczasowej. Znajduje się tu wiele ośrodków i indywidualnych domków wypoczynkowych.
| SIMC    | Nazwa               | Rodzaj      |
| ------- | ------------------- | ----------- |
| 0621825 | Budy Grzegorzewskie | część wsi   |
| 0621831 | Gajówka Lechowice   | osada leśna |

W latach 1975–1998 miejscowość administracyjnie należała do województwa radomskiego. 15 lutego 2002 częścią wsi Kępa Niemojewska stała się ówczesna wieś Budy Grzegorzewskie.